# Campionati europei di atletica leggera paralimpica 2018
Il VI Campionato europeo di atletica leggera paralimpica si è disputato a Berlino, in Germania, presso il Friedrich-Ludwig-Jahn-Sportpark dal 20 al 26 agosto 2018. 

## Categorie
La classe sportiva nell'atletica leggera paralimpica si identifica con un prefisso e con un numero. I prefissi utilizzati sono:
- F = prove effettuate su campo (field, campo);
- T = prove effettuate su pista (track, pista);
- P = pentathlon;

Mentre i numeri identificativi delle categorie sono:
- 11-13 – atleti ipovedenti e non vedenti; gli atleti delle categorie 11 e 12 gareggiano con una guida;
- 20 – atleti con disabilità intellettiva;
- Atleti gareggianti su sedia a rotelle:
  - 31-34 – atleti con paralisi cerebrale o con altre condizioni che limitano la coordinazione degli arti e/o l'uso dei muscoli;
  - 51-58 – atleti con lesioni alla spina dorsale, amputazioni, handicap muscolo-scheletrici, malformazioni congenite, lesioni nervose;
  - RR1-3 – atleti che impiegano una sedia a rotelle adattata per mantenere il bilanciamento;
- Atleti deambulanti gareggianti in posizione eretta:
  - 35-38 – atleti con paralisi cerebrale o con altre condizioni che limitano la coordinazione degli arti e/o l'uso dei muscoli;
  - 40-46 – atleti con amputazioni, lesioni spinali, handicap muscolo-scheletrici, malformazioni congenite, lesioni nervose.

## Nazioni partecipanti
Qui sotto la lista delle nazioni partecipanti ai campionati. La Russia non prese parte ai campionati a causa della sospensione dagli eventi sportivi decretata dal Comitato Paralimpico Internazionale. 
- Austria
- Azerbaigian
- Bielorussia
- Belgio
- Bosnia ed Erzegovina
- Bulgaria
- Croazia
- Cipro
- Rep. Ceca
- Danimarca
- Estonia
- Finlandia
- Francia
- Germania
- Grecia
- Islanda
- Irlanda
- Israele
- Italia
- Lettonia

- Lituania
- Lussemburgo
- Moldavia
- Montenegro
- Norvegia
- Paesi Bassi
- Polonia
- Portogallo
- Regno Unito
- Romania
- Serbia
- Slovacchia
- Slovenia
- Spagna
- Svezia
- Svizzera
- Turchia
- Ucraina
- Ungheria

## Plurimedagliati
Gli atleti plurimedagliati in questa edizione dei campionati sono stati:
| Posizione | Atleta          | Paese       | Oro | Argento | Bronzo | Totale |
| --------- | --------------- | ----------- | --- | ------- | ------ | ------ |
| 1         | Pierre Fairbank | Francia     | 4   | 0       | 0      | 4      |
| 2         | Johannes Floors | Germania    | 3   | 1       | 0      | 4      |
| 2         | Felix Streng    | Germania    | 3   | 1       | 0      | 4      |
| 2         | Leo Pekka Tahti | Finlandia   | 3   | 1       | 0      | 4      |
| 5         | Sophie Hahn     | Regno Unito | 3   | 0       | 0      | 3      |
| 5         | Diana Dadzite   | Lettonia    | 3   | 0       | 0      | 3      |
| 5         | Marcel Hug      | Svizzera    | 3   | 0       | 0      | 3      |

## Risultati
I risultati del campionato sono stati:

### Uomini

#### Corse
| Specialità | Categoria    | Oro                                                                                   | Prestazione | Argento                                                                                            | Prestazione   | Bronzo                                        | Prestazione                  |
| Corse piane |              |                                                                                       |             | |               |                                               |                              |
| 100 m | T11          | Timothee Adolphe guida: Jeffrey Lami                                                  | 11"17       | Martin Parejo Maza guida: Albert Selva Comadran                                                    | 11"84         | Non assegnato                                 | Non assegnato                |
| 100 m | T12          | Athanasios Ghavelas                                                                   | 11"47       | Hakan Cira                                                                                         | 11"57         | Luis Goncalves                                | 11"61                        |
| 100 m | T13          | Jason Smyth                                                                           | 10"66       | Mateusz Michalski                                                                                  | 10"99         | Jakub Nicpon                                  | 11"33                        |
| 100 m | RR1          | Christensen Nikolaj                                                                   | 26"98       | Olsson da Silva                                                                                    | 28"02         | Henrik Eriksson                               | 42"51                        |
| 100 m | RR3          | Gavin Drysdale                                                                        | 17"37       | Rafi Solaiman                                                                                      | 19"33         | Lasse Kromann                                 | 21"10                        |
| 100 m | T33          | Harri Jenkins                                                                         | 19"44       | Non assegnato                                                                                      | Non assegnato | Non assegnato                                 | Non assegnato                |
| 100 m | T34          | Stefan Rusch                                                                          | 16"14       | Henry Manni                                                                                        | 16"44         | Bojan Mitic                                   | 16"75                        |
| 100 m | T35          | Ihor Tsvietov                                                                         | 12"77       | Non assegnato                                                                                      | Non assegnato | Non assegnato                                 | Non assegnato                |
| 100 m | T36          | Graeme Ballard                                                                        | 12"32       | Roman Pavlyk                                                                                       | 12"55         | Krzysztof Ciuksza                             | 12"61                        |
| 100 m | T37          | Vladyslav Zahrebelnyi                                                                 | 11"86       | Rhys Jones                                                                                         | 12"10         | Michal Kotkowski                              | 12"19                        |
| 100 m | T38          | Thomas Young                                                                          | 11"66       | Mykyta Senyk                                                                                       | 11"98         | Lorenzo Albaladejo Martinez                   | 12"27                        |
| 100 m | T47          | Michal Derus                                                                          | 10"77       | Denas Sodaitus                                                                                     | 11"19         | Phil Grolla                                   | 11"36                        |
| 100 m | T51          | Peter Genyn                                                                           | 22"82       | Toni Piispanen                                                                                     | 23"84         | Stephen Osborne                               | 25"68                        |
| 100 m | T52          | Mario Trindade                                                                        | 18"53       | Beat Boesch                                                                                        | 18"60         | Farhan Hadafo Adawe                           | 19"25                        |
| 100 m | T53          | Pierre Fairbank                                                                       | 15"65       | Nicolas Brignone                                                                                   | 16"10         | Moatez Jomni                                  | 17"05                        |
| 100 m | T54          | Leo Pekka Tahti                                                                       | 13"83       | Kenny van Weeghel                                                                                  | 14"65         | Nathan Maguire                                | 15"14                        |
| 100 m | T63          | Daniel Wagner                                                                         | 13"10       | Clavel Kayitare                                                                                    | 13"42         | Joel de Jong                                  | 14"17                        |
| 100 m | T64          | Felix Streng                                                                          | 11"23       | Johannes Floors                                                                                    | 11"44         | Simone Manigrasso                             | 11"81                        |
| 200 m | T11          | Mehmet Tunc guida: Mehmet Tetik                                                       | 24"62       | Sylvaine Bova guida: Germaine Haewegene                                                            | 24"77         | Non assegnato per squalifica                  | Non assegnato per squalifica |
| 200 m | T12          | Luis Goncalves                                                                        | 23"12       | Athanasios Ghavelas                                                                                | 23"20         | Abel Ciorap                                   | 23"69                        |
| 200 m | T13          | Jason Smyth                                                                           | 21"44       | Mateusz Michalski                                                                                  | 21"87         | Philipp Handler                               | 23"45                        |
| 200 m | T35          | Ihor Tsvietov                                                                         | 26"10       | Non assegnato                                                                                      | Non assegnato | Non assegnato                                 | Non assegnato                |
| 200 m | T36          | Krzysztof Ciuksza                                                                     | 25"39       | Roman Pavlyk                                                                                       | 25"41         | Graeme Ballard                                | 25"58                        |
| 200 m | T37          | Michal Krotkowski                                                                     | 24"10       | Vladyslav Zahrebelnyi                                                                              | 24"53         | Yaroslav Okipinksyi                           | 24"82                        |
| 200 m | T38          | Thomas Young                                                                          | 23"70       | Mykyta Senyk                                                                                       | 23"98         | Lorenzo Albaladejo Martinez                   | 24"59                        |
| 200 m | T47          | Michal Derus                                                                          | 22"38       | Andonis Aresti                                                                                     | 22"71         | Riccardo Bagaini                              | 23"23                        |
| 200 m | T51          | Peter Genyn                                                                           | 42"26       | Toni Piispanen                                                                                     | 42"49         | Stephen Osborne                               | 47"35                        |
| 200 m | T53          | Pierre Fairbank                                                                       | 26"92       | Nicolas Brignone                                                                                   | 27"65         | Moatez Jomni                                  | 29"06                        |
| 200 m | T54          | Leo Pekka Tahti                                                                       | 24"74       | Kenny van Weeghel                                                                                  | 25"67         | Nathan Maguire                                | 36"05                        |
| 200 m | T61          | Richard Whitehead                                                                     | 24"22       | Ali Lacin                                                                                          | 27"39         | Non assegnato                                 | Non assegnato                |
| 200 m | T63          | Johannes Floors                                                                       | 21"37       | Stylianos Malakopoulos                                                                             | 24"43         | Andrea Lanfri                                 | 24"82                        |
| 200 m | T64          | Felix Streng                                                                          | 21"88       | Ronald Hertog                                                                                      | 23"00         | Simone Manigrasso                             | 23"11                        |
| 400 m | T11          | Gerard Descarrega Puigdevall guida: Guillermo Rojo Gil                                | 50"65       | Mehmet Tunc guida: Mehmet Tetik                                                                    | 55"59         | Non assegnato                                 | Non assegnato                |
| 400 m | T12          | Oguz Akbulut                                                                          | 49"92       | Luis Goncalves                                                                                     | 50"33         | Hakan Cira                                    | 50"40                        |
| 400 m | T13          | Jakub Nicpon                                                                          | 52"32       | Diego Sancho Villeneuva                                                                            | 53"32         | Serhii Bereziuk                               | 53"90                        |
| 400 m | T20          | Sandro Correia Baessa                                                                 | 49"60       | Raffaele Di Maggio                                                                                 | 50"86         | Carlos Carvalho Freitas                       | 52"16                        |
| 400 m | T34          | Henry Manni                                                                           | 54"40       | Ben Rowlings                                                                                       | 55"92         | Bojan Mitic                                   | 56"31                        |
| 400 m | T36          | Krzysztof Ciuksza                                                                     | 55"90       | Gert-Jan Schep                                                                                     | 58"81         | Jose Manuel Gonzalez                          | 1'03"17                      |
| 400 m | T37          | Michal Kotkowski                                                                      | 53"31       | Yaroslav Okapinskyi                                                                                | 54"82         | Renaud Clerc                                  | 56"32                        |
| 400 m | T38          | Lorenzo Albaladejo Martinez                                                           | 55"71       | Ross Paterson                                                                                      | 56"82         | Non assegnato                                 | Non assegnato                |
| 400 m | T47          | Gunther Matzinger                                                                     | 50"34       | Andonis Aresti                                                                                     | 50"98         | Ivan Cvetković                                | 51"49                        |
| 400 m | T52          | Kestutis Skucas                                                                       | 1'08"39     | Mario Trindade                                                                                     | 1'08"45       | Beat Boesch                                   | 1'09"54                      |
| 400 m | T53          | Pierre Fairbank                                                                       | 50"47       | Nicolas Brignone                                                                                   | 51"91         | Moatez Jomni                                  | 53"03                        |
| 400 m | T54          | Leo Pekka Tahti                                                                       | 46"73       | Kenny van Weeghel                                                                                  | 49"20         | Dillon Labrooy                                | 51"15                        |
| 400 m | T62          | Johannes Floors                                                                       | 47"93       | Olivier Hendriks                                                                                   | 55"26         | Stylianos Malakopoulos                        | 57"52                        |
| 800 m | T20          | Sandro Correira Baessa                                                                | 1'54"80     | Sywester Jaciuk                                                                                    | 1'56"35       | Daniel Pek                                    | 1'56"91                      |
| 800 m | T34          | Henry Manni                                                                           | 1'52"26     | Ben Rowlings                                                                                       | 1'52"95       | Bojan Mitic                                   | 1'53"40                      |
| 800 m | T53          | Pierre Fairbank                                                                       | 1'43"74     | Nicolas Brignone                                                                                   | 1'44"87       | Diego Gastaldi                                | 1'51"25                      |
| 800 m | T54          | Marcel Hug                                                                            | 1'39"89     | Leo Pekka Tahti                                                                                    | 1'40"82       | Nathan Maguire                                | 1'40"82                      |
| 1.500 m | T11          | Aleksander Kossakowski guida: Kryzystof Wasilewski                                    | 4'22"45     | Manuel Garnica guida: Sisay Berhano                                                                | 4'28"91       | Avi Solomon guida: Jose Oliviera              | 4'51"54                      |
| 1.500 m | T13          | Serhii Bereziuk                                                                       | 4'05"21     | David Devine                                                                                       | 4'05"57       | Mehmet Nesim Oner                             | 4'08"56                      |
| 1.500 m | T20          | Cristiano Pereira                                                                     | 3'58"28     | Pavlo Voluikevych                                                                                  | 3'58"46       | Daniel Pek                                    | 3'59"62                      |
| 1.500 m | T38          | Redouane Hennouni                                                                     | 4'13"12     | Louis Radius                                                                                       | 4'16"66       | Felix Kreusemann                              | 4'21"60                      |
| 1.500 m | T46          | Hristyan Stoyanov                                                                     | 4'06"38     | Luke Nuttall                                                                                       | 4'22"28       | Johannes Bessell                              | 4'23"98                      |
| 1.500 m | T52          | Thomas Geierspichler                                                                  | 4'28"12     | Kestutis Skucas                                                                                    | 4'31"51       | Fabian Blum                                   | 4'48"41                      |
| 1.500 m | T54          | Marcel Hug                                                                            | 3'23"18     | Julien Casoli                                                                                      | 3'23"83       | Kenny van Weeghel                             | 3'23"85                      |
| 5.000 m | T11          | Manuel Garnica guida: Juan Ignacia Merida                                             | 16'40"08    | Aleksander Kossakowski guida: Krzyzstof Wasilewski                                                 | 16'45"26      | Hasan Kacar guide: Umut Kurkcu, Huseyin Gonul | 16'48"36                     |
| 5.000 m | T13          | David Devine                                                                          | 15'11"28    | Alberto Suarez Laso                                                                                | 15'16"81      | Serhii Bereziuk                               | 15'17"35                     |
| 5.000 m | T54          | Marcel Hug                                                                            | 11'44"92    | Alhassane Balde                                                                                    | 11'45"50      | Julien Casoli                                 | 11'59"34                     |
| Staffette |              |                                                                                       |             | |               |                                               |                              |
| 4×100 m | T42-47/61-64 | Germania Phil Grolla (T47) Felix Streng (T64) Markus Rehm (T64) Johannes Floors (T62) | 41"42       | Italia Emanuele di Marino (T44) Simone Manigrasso (T64) Riccardo Bagaini (T47) Andrea Lanfri (T62) | 44"17         | Non assegnato                                 | Non assegnato                |
| record mondiale; record mondiale stagionale; record europeo; record europeo stagionale; record dei campionati; record nazionale; record personale; record personale stagionale. |              |                                                                                       |             | |               |                                               |                              |

#### Concorsi
| Specialità | Categoria | Oro                          | Prestazione   | Argento               | Prestazione   | Bronzo                        | Prestazione   |
| Salti |           |                              |               |                       |               |                               |               |
| Salto in lungo | T11       | Gerard Descarrega Puigdevall | 6,37 m        | Ronan Pallier         | 6,16 m        | Xavier Porras                 | 6,09 m        |
| Salto in lungo | T12       | Siarhei Burdukou             | 7,11 m        | Tobias Jonsson        | 6,89 m        | Thomas Ulbricht               | 6,43 m        |
| Salto in lungo | T13       | Ivan Cano Blanco             | 6,77 m        | Zak Skinner           | 6,72 m        | Radoslav Zlatanov             | 6,62 m        |
| Salto in lungo | T20       | Zoran Talić                  | 7,28 m        | Dmytro Prudnikov      | 7,15 m        | Ranki Oberoi                  | 7,13 m        |
| Salto in lungo | T36       | Oleksandr Lytvynenko         | 5,48 m        | Roman Pavlyk          | 5,24 m        | Non assegnato                 | Non assegnato |
| Salto in lungo | T37       | Vladyslav Zahrebelnyi        | 6,25 m        | Mateusz Owczarek      | 6,23 m        | Moussa Tambadou               | 5,86 m        |
| Salto in lungo | T47       | Antoan Bozhilov              | 6,62 m        | Nemanja Matijasevic   | 6,42 m        | Carlos Javier Perez Hernandez | 6,22 m        |
| Salto in lungo | T63       | Daniel Wagner                | 6,72 m        | Heinrich Popow        | 6,24 m        | Marco Pentagoni               | 5,89 m        |
| Salto in lungo | T64       | Markus Rehm                  | 8,48 m        | Felix Streng          | 7,71 m        | Jean-Baptiste Alaize          | 7,20 m        |
| Salto in alto | T47       | Alexandre Dipoko-Ewani       | 1,89 m        | Daniel Perez Martinez | 1,78 m        | Jordan Lee                    | 1,75 m        |
| Lanci |           |                              |               |                       |               |                               |               |
| Getto del peso | F11       | Oney Tapia                   | 12,48 m       | Bil Marinkovic        | 11,09 m       | Miroslaw Madzia               | 10,82 m       |
| Getto del peso | F12       | Roman Danyliuk               | 15,34 m       | Kim Lopez Gonzalez    | 14,80 m       | Miljenko Vucic                | 14,20 m       |
| Getto del peso | F20       | Maksym Koval                 | 15,44 m       | Jeffrey Ige           | 14,59 m       | Efstratios Nikolaidis         | 14,41 m       |
| Getto del peso | F32       | Maciej Sochal                | 8,22 m        | Non assegnato         | Non assegnato | Non assegnato                 | Non assegnato |
| Getto del peso | F33       | Giuseppe Campoccia           | 11,17 m       | Deni Cerni            | 10,10 m       | Michal Glab                   | 9,57 m        |
| Getto del peso | F34       | Tomasz Paulinski             | 11,00 m       | Thierry Cibone        | 9,75 m        | Oleksandr Aliekseienko        | 8,56 m        |
| Getto del peso | F35       | Edgars Bergs                 | 14,03 m       | Quentin Desclefs      | 8,09 m        | Non assegnato                 | Non assegnato |
| Getto del peso | F36       | Sebastian Dietz              | 15,28 m       | Mykola Dibrova        | 13,26 m       | Pawel Piotrowski              | 12,75 m       |
| Getto del peso | F37       | Apostolos Charitonidis       | 15,28 m       | Mykola Zhabnyak       | 13,78 m       | Donatas Dundzys               | 13,38 m       |
| Getto del peso | F40       | Matija Sloup                 | 9,87 m        | Miguel Monteiro       | 9,69 m        | Take Zonneveld                | 8,64 m        |
| Getto del peso | F41       | Bartosz Tyszkowski           | 14,04 m       | Niko Kappel           | 12,60 m       | Egidijus Valciukas            | 8,73 m        |
| Getto del peso | F46       | Mathias Uwe Schulze          | 14,94 m       | Dmytro Ibragimov      | 14,63 m       | Andrius Skuja                 | 14,20 m       |
| Getto del peso | F54       | Jean-Francois Maitre         | 9,65 m        | Ales Kisy             | 9,17 m        | Drazenko Mitrovic             | 9,17 m        |
| Getto del peso | F55       | Ruzhdi Ruzhdi                | 12,14 m       | Debojsa Duric         | 11,67 m       | Karol Kozun                   | 10,36 m       |
| Getto del peso | F57       | Janusz Rokicki               | 13,90 m       | Samir Nabiyev         | 13,54 m       | Damian Kulig                  | 11,63 m       |
| Getto del peso | F63       | Aled Davies                  | 15,49 m       | Tom Habscheid         | 14,03 m       | Badr Touzi                    | 12,88 m       |
| Lancio del disco | F11       | Oney Tapia                   | 46,07 m       | Bil Marinkovic        | 35,65 m       | Dusko Sretenovic              | 34,20 m       |
| Lancio del disco | F12       | Marek Wietecki               | 45,42 m       | Kim Lopez Gonzalez    | 40,85 m       | Stefan Dimitrijevic           | 38,92 m       |
| Lancio del disco | F37       | Mykola Zhabnyak              | 49,83 m       | Ronni Jensen          | 43,64 m       | Apostolos Charitonidis        | 43,61 m       |
| Lancio del disco | F52       | Piotr Kosewicz               | 20,20 m       | Aigars Apinis         | 19,71 m       | Robert Jachimowicz            | 19,19 m       |
| Lancio del disco | F56       | Debojsa Duric                | 39,84 m       | Olokhan Musayev       | 37,92 m       | Ruzhdi Ruzhdi                 | 35,80 m       |
| Lancio del disco | F63       | Aled Davies                  | 50,55 m       | Tom Habscheid         | 46,22 m       | Badr Touzi                    | 41,88 m       |
| Lancio del disco | F64       | Dan Greaves                  | 57,65 m       | Ivan Katanusic        | 54,92 m       | Adrian Matusik                | 50,09 m       |
| Lancio del giavellotto | F13       | Hector Cabrera Llacer        | 61,31 m (F12) | Marek Wietecki        | 59,71 m       | Nemanja Dimitrijević          | 57,53 m (F13) |
| Lancio del giavellotto | F34       | Thierry Cibone               | 25,20 m       | Mateusz Wojnicki      | 22,08 m       | Oleksandr Aliekseienko        | 21,88 m       |
| Lancio del giavellotto | F38       | Dmitrijs Silovs              | 51,54 m       | Oleksandr Doroshenko  | 47,12 m       | Lucasz Czarnecki              | 43,62 m       |
| Lancio del giavellotto | F41       | Mathias Mester               | 37,57 m       | Take Zonneveld        | 33,22 m       | Vladimir Gaspar               | 32,75 m       |
| Lancio del giavellotto | F46       | Andrius Skuja                | 45,04 m       | Dzmitry Vaselevich    | 44,67 m       | Andreas Lehmann               | 43,27 m       |
| Lancio del giavellotto | F54       | Aliaksandr Tryputs           | 29,48 m       | Manolis Stefanoudakis | 28,10 m       | Drazenko Mitrovic             | 23,16 m       |
| Lancio del giavellotto | F55       | Miloš Zarić                  | 31,60 m       | Ramunas Verbavicius   | 28,13 m       | Georgi Kiryakov               | 28,03 m       |
| Lancio del giavellotto | F57       | Marcelin Walico              | 37,05 m       | Julius Hutka          | 31,01 m       | Musa Davulcu                  | 28,96 m       |
| Lancio della clava | F32       | Maciej Sochal                | 31,12 m       | Stephen Miller        | 29,78 m       | Non assegnato                 | Non assegnato |
| Lancio della clava | F51       | Željko Dimitrijević          | 32,23 m       | Marian Kureja         | 28,55 m       | Milos Mitic                   | 27,06 m       |
| record mondiale; record mondiale stagionale; record europeo; record europeo stagionale; record dei campionati; record nazionale; record personale; record personale stagionale. |           |                              |               |                       |               |                               |               |

### Donne

#### Corse
| Specialità | Categoria | Oro                                                | Prestazione | Argento                                            | Prestazione   | Bronzo                                                 | Prestazione                                            |
| Corse piane |           |                                                    |             |                                                    |               |                                                        |                                                        |
| 100 m | T11       | Ronja Oja guida: Jesper Oja                        | 13"68       | Lia Beel Quintana guida: David Gutierrez           | 13"83         | Joanna Mazur guida: Michal Stawiki                     | 14"40                                                  |
| 100 m | T12       | Katrin Mueller-Rottgardt guida: Alexander Kosenkow | 12"76       | Melani Berges Gamez guida: Sergio Palancar Sanchez | 13"11         | Malgorzata Ignasiak                                    | 13"26                                                  |
| 100 m | T13       | Leilia Adzhametova                                 | 11"93       | Carolina Duarte                                    | 12"59         | Orla Comerford                                         | 12"82                                                  |
| 100 m | RR1       | Marika Vaihinger                                   | 31"26       | Marte Aasvang                                      | 32"61         | Non assegnato                                          | Non assegnato                                          |
| 100 m | RR3       | Hannah Dines                                       | 19"00       | Kayleigh Haggo                                     | 19"46         | Manja Hansen                                           | 20"48                                                  |
| 100 m | T34       | Kare Adenegan                                      | 17"38       | Hannah Cockroft                                    | 17"95         | Joyce Lefevre                                          | 20"33                                                  |
| 100 m | T35       | Maria Lyle                                         | 15"32       | Nienke Timmer                                      | 16"05         | Valeriia Yanhol                                        | 16"32                                                  |
| 100 m | T36       | Nicole Nicoleitzen                                 | 15"60       | Non assegnato                                      | Non assegnato | Non assegnato                                          | Non assegnato                                          |
| 100 m | T37       | Mandy Francois-Elie                                | 13"29       | Natalija Kobzar                                    | 13"67         | Bergrun Osk Adalsteinsdottir                           | 14"73                                                  |
| 100 m | T38       | Sophie Hahn                                        | 12"52       | Lindy Ave                                          | 13"21         | Olivia Breen                                           | 13"30                                                  |
| 100 m | T47       | Alicja Jeromin                                     | 13"02       | Tereza Jakschova                                   | 13"19         | Polly Maton                                            | 13"45                                                  |
| 100 m | T53       | Tanja Henseler                                     | 19"60       | Anita Scherrer                                     | 20"64         | Non assegnato a causa della mancanza di atleti in gara | Non assegnato a causa della mancanza di atleti in gara |
| 100 m | T54       | Amanda Kotaja                                      | 17"08       | Zubeyde Supurgeci                                  | 17"16         | Alexandra Helbling                                     | 17"89                                                  |
| 100 m | T63       | Martina Caironi                                    | 14"91       | Monica Contrafatto                                 | 15"61         | Gitte Haenen                                           | 16"07                                                  |
| 100 m | T64       | Marlene van Gansewinkel                            | 12"85       | Irmgard Bensusan                                   | 13"09         | Laura Sugar                                            | 13"63                                                  |
| 200 m | T11       | Lia Beel Quintana guida: David Alonso Gutierrez    | 28"56       | Joanna Mazur guida: Michal Stawicki                | 28"57         | Itxaso Munguira guida: Aitor Finez Maranon             | 30"13                                                  |
| 200 m | T12       | Oksana Boturchuk guida: Vitali Butrym              | 25"23       | Katrin Mueller-Rottgardt guida: Alexander Kosenkow | 26"47         | Malgorzata Ignasiak                                    | 27"30                                                  |
| 200 m | T13       | Leilia Adzhametova                                 | 24"78       | Carolina Duarte                                    | 25"38         | Orla Comerford                                         | 26"76                                                  |
| 200 m | T35       | Jagoda Kibil                                       | 32"04       | Nienke Timmer                                      | 34"79         | Valeriia Yanhol                                        | 35"12                                                  |
| 200 m | T36       | Nicole Nicoleitzik                                 | 31"87       | Yelyzaveta Henkina                                 | 33"17         | Non assegnato                                          | Non assegnato                                          |
| 200 m | T37       | Mandy Francois-Elie                                | 27"86       | Manon Genest                                       | 30"33         | Bergrun Osk Adalsteinsdottir                           | 31"61                                                  |
| 200 m | T38       | Sophie Hahn                                        | 26"51       | Lindy Ave                                          | 27"24         | Luca Ekler                                             | 27"92                                                  |
| 200 m | T47       | Angelina Lanza                                     | 26"31       | Alicja Jeromin                                     | 26"61         | Tereza Jakschova                                       | 27"32                                                  |
| 200 m | T53       | Hamide Kurt                                        | 31"59       | Zeynep Acet                                        | 35"78         | Tanja Henseler                                         | 36"51                                                  |
| 200 m | T54       | Zubeyde Supurgeci                                  | 30"96       | Alexandra Helbling                                 | 31"30         | Amanda Kotaja                                          | 31"62                                                  |
| 200 m | T62       | Abassia Rahmani                                    | 29"32       | Non assegnato                                      | Non assegnato | Non assegnato                                          | Non assegnato                                          |
| 200 m | T64       | Marlene van Gansewinkel                            | 26"12       | Irmgard Bensusan                                   | 26"84         | Laura Sugar                                            | 28"03                                                  |
| 400 m | T11       | Joanna Mazur guida: Michal Stawiki                 | 1'03"67     | Oznur Alumur guida: Muhammed Emin Tan              | 1'06"30       | Itxaso Munguira guida: Aitor Finez Maranon             | 1'11"52                                                |
| 400 m | T12       | Oksana Boturchuk guida: Vitali Butrym              | 56"33       | Melani Berges Gamez guida: Sergio Palancar Sanchez | 59"33         | Katrin Mueller-Rottgardt guida: Alexander Kosenkow     | 1'02"99                                                |
| 400 m | T13       | Carolina Duarte                                    | 56"64       | Leilia Adzhametova                                 | 57"30         | Nathalie Nilsson                                       | 1:02"91                                                |
| 400 m | T20       | Carina Paim                                        | 57"29       | Yuliia Shuliar                                     | 58"59         | Natalia Iezlovetska                                    | 59"03                                                  |
| 400 m | T37       | Natalija Kobzar                                    | 1'05"24     | Manon Genest                                       | 1'06"25       | Laure Ustaritz                                         | 1'11"80                                                |
| 400 m | T38       | Lindy Ave                                          | 1'04"12     | Ali Smith                                          | 1'04"95       | Maria Fernandes                                        | 1'10"37                                                |
| 400 m | T53       | Hamide Kurt                                        | 57"76       | Zeynep Acet                                        | 1'09"62       | Tanja Henseler                                         | 1'12"32                                                |
| 400 m | T54       | Alexandra Helbling                                 | 58"64       | Margriet van der Broek                             | 59"18         | Patricia Keller                                        | 1'04"89                                                |
| 800 m | T20       | Barbara Niewiedzial                                | 2'15"79     | Liudmyla Danylina                                  | 2'16"83       | Ilona Biacsi                                           | 2'17"57                                                |
| 800 m | T34       | Hannah Cockroft                                    | 2'14"21     | Kare Adenegan                                      | 2'14"38       | Non assegnato                                          | Non assegnato                                          |
| 800 m | T54       | Margriet van den Broek                             | 2'05"53     | Alexandra Helbling                                 | 2'05"95       | Hamide Kurt                                            | 2'06"13                                                |
| 1.500 m | T11       | Joanna Mazur guida: Michal Stawicki                | 5'19"49     | Maria Fiuza guida: Luis Ginja                      | 5'38"47       | Oznur Alumur guida: Muhammed Emin Tan                  | 5'39"07                                                |
| 1.500 m | T13       | Greta Streimikyte                                  | 4'48"54     | Izaskun Oses Ayucar                                | 4'59"31       | Asli Adali                                             | 5'19"21                                                |
| 1.500 m | T20       | Barbara Niewiedzial                                | 4'43"33     | Liudmyla Danylina                                  | 4'45"37       | Ilona Biacsi                                           | 4'47"57                                                |
| 1.500 m | T54       | Manuela Schaer                                     | 3'33"42     | Alexandra Helbling                                 | 3'48"42       | Margriet van den Broek                                 | 3'49"64                                                |
| 5.000 m | T54       | Manuela Schaer                                     | 12'24"47    | Margriet van den Broek                             | 13'21"36      | Gunilla Wallengren                                     | 13'21"88                                               |
| record mondiale; record mondiale stagionale; record europeo; record europeo stagionale; record dei campionati; record nazionale; record personale; record personale stagionale. |           |                                                    |             |                                                    |               |                                                        |                                                        |

#### Concorsi
| Specialità | Categoria | Oro                   | Prestazione | Argento                      | Prestazione | Bronzo               | Prestazione   |
| Salti |           |                       |             |                              |             |                      |               |
| Salto in lungo | T11       | Viktoria Karlsson     | 4,77 m      | Meritxell Playa Faus         | 4,73 m      | Ronja Oja            | 4,26 m        |
| Salto in lungo | T12       | Sara Martinez         | 5,42 m      | Katrin Mueller-Rottgardt     | 5,06 m      | Anna Kaniuk          | 5,04 m        |
| Salto in lungo | T20       | Karolina Kucharkczyk  | 6,14 m      | Erica Gomes                  | 5,68 m      | Mikela Ristoski      | 5,52 m        |
| Salto in lungo | T37       | Marta Piotroska       | 4,51 m      | Bergrun Osk Adelsteinsdottir | 4,16 m      | Natalia Jasinska     | 3,83 m        |
| Salto in lungo | T38       | Luca Ekler            | 5,39 m      | Lindy Ave                    | 4,71 m      | Anna Trener-Wierciak | 4,58 m        |
| Salto in lungo | T47       | Angelina Lanza        | 5,62 m      | Styliani Smaragdi            | 5,04 m      | Polly Maton          | 5,04 m        |
| Salto in lungo | T63       | Martina Caironi       | 4,91 m      | Gitte Haenen                 | 4,30 m      | Fleur Schouten       | 3,77 m        |
| Salto in lungo | T64       | Marie-Amelie Le Fur   | 6,01 m      | Marlene van Gansewinkel      | 5,61 m      | Stef Reid            | 5,49 m        |
| Lanci |           |                       |             |                              |             |                      |               |
| Getto del peso | F12       | Assunta Legnante      | 15,85 m     | Orysia Ilchyna               | 12,68 m     | Tamara Sivakova      | 11,31 m       |
| Getto del peso | F20       | Sabrina Fortune       | 13,30 m     | Ewa Durska                   | 12,93 m     | Anastasiia Mysnyk    | 12,46 m       |
| Getto del peso | F32       | Anastasiia Moskalenko | 5,65 m      | Maria Stamatoula             | 5,27 m      | Hanna Wichmann       | 4,45 m        |
| Getto del peso | F33       | Lucyna Kornobys       | 7,49 m      | Joanna Oleksiuk              | 5,59 m      | Anthi Liagkou        | 4,59 m        |
| Getto del peso | F34       | Vanessa Wallace       | 7,45 m      | Marie Braemer-Skowronek      | 6,93 m      | Charleen Kosche      | 6,74 m        |
| Getto del peso | F35       | Mariia Pomazan        | 11,42 m     | Klaudia Maliszewska          | 8,32 m      | Anna Luxova          | 8,10 m        |
| Getto del peso | F37       | Birgit Kober          | 11,79 m     | Eva Datinska                 | 10,79 m     | Juliane Mogge        | 9,46 m        |
| Getto del peso | F40       | Renata Sliwinska      | 8,50 m      | Lara Baars                   | 6,78 m      | Petra Struklec       | 4,83 m        |
| Getto del peso | F41       | Rose Vandegou         | 7,19 m      | Marijana Goranovic           | 6,56 m      | Rabia Cirit          | 6,20 m        |
| Getto del peso | F54       | Yuliya Nezhura        | 6,10 m      | Iana Lebiedieva              | 5,43 m      | Eva Kacanu           | 5,02 m        |
| Getto del peso | F55       | Diana Dadzite         | 8,00 m      | Daniela Todorova             | 6,86 m      | Karolina Strawinska  | 6,00 m        |
| Getto del peso | F57       | Ivanka Koleva         | 8,02 m      | Martina Willing              | 7,60 m      | Non assegnato        | Non assegnato |
| Lancio del disco | F12       | Orysia Ilchyna        | 40,38 m     | Tamara Sivakova              | 38,63 m     | Rose Welepa          | 30,41 m       |
| Lancio del disco | F38       | Noelle Lenihan        | 32,95 m     | Eva Datinska                 | 27,29 m     | Ingrida Priede       | 25,52 m       |
| Lancio del disco | F41       | Niamh McCarthy        | 31,76 m     | Renata Sliwinska             | 21,54 m     | Lara Baars           | 20,47 m       |
| Lancio del disco | F53       | Iana Bebiedieva       | 14,93 m     | Zola Ovsii                   | 13,04 m     | Svitlana Stetsiuk    | 10,47 m       |
| Lancio del disco | F55       | Diana Dadzite         | 22,46 m     | Daniela Todorova             | 18,45 m     | Katerina Novakova    | 16,13 m       |
| Lancio del disco | F57       | Orla Barry            | 28,76 m     | Martina Willing              | 20,53 m     | Ivanka Koleva        | 19,95 m       |
| Lancio del disco | F64       | Ida Nesse             | 34,08 m     | Kristel Walther              | 31,55 m     | Faustyna Kotlowska   | 26,28 m       |
| Lancio del giavellotto | F13       | Natalija Edet         | 34,77 m     | Laura Rus Martinez           | 24,84 m     | Rose Welepa          | 22,74 m       |
| Lancio del giavellotto | F34       | Marjaana Heikkinen    | 18,79 m     | Frances Herrmann             | 17,47 m     | Lucyna Korbonys      | 16,22 m (F33) |
| Lancio del giavellotto | F46       | Hollie Arnold         | 40,15 m     | Katarzyna Piekart            | 32,59 m     | Saska Sokolov        | 32,17 m       |
| Lancio del giavellotto | F54       | Yuliya Nezhura        | 11,98 m     | Rozalie Molovska             | 11,15 m     | Iana Lebiedieva      | 11,15 m       |
| Lancio del giavellotto | F56       | Diana Dadzite         | 26,36 m     | Martina Willing              | 21,34 m     | Daniela Todorova     | 19,90 m       |
| Lancio della clava | F32       | Anastasiia Moskalenko | 19,42 m     | Hanna Wichman                | 16,63 m     | Anna Muzikova        | 16,24 m       |
| Lancio della clava | F51       | Zoia Ovsii            | 24,31 m     | Joanna Butterfield           | 21,53 m     | Non assegnato        | Non assegnato |
| record mondiale; record mondiale stagionale; record europeo; record europeo stagionale; record dei campionati; record nazionale; record personale; record personale stagionale. |           |                       |             |                              |             |                      |               |

### Misto

#### Corse
| Specialità | Categoria | Oro                                                                                        | Prestazione | Argento                                                                                       | Prestazione | Bronzo                                                              | Prestazione |
| Staffette |           |                                                                                            |             |                                                                                               |             |                                                                     |             |
| 4×100 m | T11       | Regno Unito Sophie Hahn Nathan Maguire Laura Sugar Zac Skinner Dillon Labrooy Zachary Shaw | 48"73       | Francia Tomothee Adolphe guida: Jeffrey Lami Julien Casoli Mandy Francois-Elie Angelina Lanza | 49"40       | Italia Riccardo Bagaini Carlotta Bertoli Oxana Corso Diego Gastaldi | 54"39       |
| record mondiale; record mondiale stagionale; record europeo; record europeo stagionale; record dei campionati; record nazionale; record personale; record personale stagionale. |           |                                                                                            |             |                                                                                               |             |                                                                     |             |

## Medagliere
Legenda
     Paese ospitante
| Posizione | Paese       | Oro | Argento | Bronzo | Totale |
| --------- | ----------- | --- | ------- | ------ | ------ |
| 1         | Polonia     | 26  | 15      | 20     | 61     |
| 2         | Regno Unito | 20  | 14      | 16     | 50     |
| 3         | Ucraina     | 19  | 22      | 8      | 49     |
| 4         | Francia     | 17  | 13      | 9      | 39     |
| 5         | Germania    | 14  | 19      | 9      | 42     |
| 6         | Spagna      | 8   | 13      | 7      | 28     |
| 7         | Svizzera    | 8   | 5       | 10     | 23     |
| 8         | Finlandia   | 8   | 4       | 2      | 14     |
| 9         | Portogallo  | 7   | 7       | 3      | 17     |
| 10        | Italia      | 6   | 3       | 8      | 17     |
| 11        | Irlanda     | 6   | 0       | 3      | 9      |
| 12        | Turchia     | 5   | 6       | 8      | 19     |
| 13        | Lettonia    | 5   | 1       | 1      | 7      |
| 14        | Paesi Bassi | 4   | 13      | 7      | 24     |
| 15        | Bulgaria    | 4   | 2       | 5      | 11     |
| 16        | Bielorussia | 4   | 2       | 2      | 8      |
| 17        | Serbia      | 3   | 2       | 8      | 13     |
| 18        | Danimarca   | 3   | 2       | 2      | 7      |
| 19        | Austria     | 3   | 2       | 0      | 5      |
| 20        | Grecia      | 2   | 5       | 4      | 11     |
| 21        | Lituania    | 2   | 3       | 3      | 8      |
| 21        | Svezia      | 2   | 3       | 3      | 8      |
| 23        | Croazia     | 2   | 2       | 4      | 8      |
| 24        | Belgio      | 2   | 2       | 2      | 6      |
| 25        | Norvegia    | 1   | 1       | 0      | 2      |
| 26        | Ungheria    | 1   | 0       | 3      | 4      |
| 27        | Rep. Ceca   | 0   | 5       | 5      | 10     |
| 28        | Slovacchia  | 0   | 2       | 1      | 3      |
| 29        | Azerbaigian | 0   | 2       | 0      | 2      |
| 29        | Cipro       | 0   | 2       | 0      | 2      |
| 29        | Lussemburgo | 0   | 2       | 0      | 2      |
| 32        | Islanda     | 0   | 1       | 3      | 4      |
| 33        | Montenegro  | 0   | 1       | 0      | 1      |
| 34        | Israele     | 0   | 0       | 3      | 3      |
| 35        | Romania     | 0   | 0       | 1      | 1      |
| Totale    | Totale      | 182 | 176     | 160    | 518    |